# حوزه انتخابیه اول یوتا
حوزه انتخابیه اول یوتا یک حوزه انتخابیه مجلس نمایندگان آمریکا است که در ایالت یوتا قرار دارد.